# Џибутски франак
Џибутски франак је званична валута у Џибутију. Скраћеница тј. симбол за франак је Fdj а међународни код DJF. Франак издаје Централна банка Џибутија. У 2007. години инфлација је износила 5%. Један франак састоји се од 100 центима.
Уведен је 1949.
Постоје новчанице у износима од 1000, 2000, 5000 и 10.000 франака и кованице од	1, 2, 5, 10, 20, 50, 100 и 500 франака.